# 横田信夫
横田 信夫（よこた のぶお、1949年 - ）は、長野県出身の現代音楽の作曲家。

## 概要
尚美学園でチェロを学び、後に邦楽作曲コンクールで2位を受賞。
日本の古来の文化や民謡的・仏教的なものに興味を持った作風を示す。
1980年代、東京で嶋津武仁に師事するがまもなく離れた。
河合明や井上裕子・桜井清らと共に当時の「作曲会」を主催した。